# Belgischer Fußballpokal 2024/25
Der belgische Fußballpokal 2024/25 begann am 26. Juli 2024. Das Finale soll am 4. Mai 2025 und damit während der Play-offs der Division 1A stattfinden.

## Modus
Generell sind U 23-Mannschaften, egal in welcher Spielklasse sie eingegliedert wurden, im Pokal nicht spielberechtigt.
Die ersten sechs Runden wurden am 28. Juni 2023 gemeinsam ausgelost.
Die erste Runde vom 26. bis 28. Juli 2024 trugen 140 Vereine aus den Provinzklassen aus. In der zweiten Runde am 4. August 2023 kamen zu den 70 Siegern aus der ersten Runde die 62 Vereine aus der dritten Amateur-Division dazu, so dass in dieser Runde 66 Spiele ausgetragen wurden.
Zu den 66 Gewinnern der 2. Runde kamen in der 3. Runde, die am 11. August 2023 gespielt wurde, die 44 Vereine aus der zweiten Amateur-Division dazu.
In der 4. Runde, die am 18. August 2024 gespielt wurde, kamen zu den 55 Siegern der 3. Runde die 21 Vereine der ersten Amateur-Division dazu. In der 5. Runde, die am 25. August 2024 stattfand, kamen keine weiteren Vereine hinzu, so dass 38 Vereine 19 Spiele bestritten.
Diese 19 Sieger trafen in der 6. Runde, die am 8. September 2024 ausgetragen wurde, mit den 13 Mannschaften aus der Division 1B, die keine U 23-Mannschaften sind, zusammen. Dabei wurde jeder Mannschaft aus der Division 1B ein Sieger aus der 5. Runde zugelost. Dadurch stand schon vorher fest, dass mindestens drei Amateurclubs das Sechzehntelfinale erreichten.
Von der 6. Runde bis zum Viertelfinale haben Amateurvereine zwingend Heimrecht, sofern ihr Stadion den Infrastruktur-Mindestanforderungen entspricht. Ist das nicht der Fall, wird das Pokalspiel beim ausgelosten Gegner ausgetragen.
Ab dem Sechzehntelfinale am 29. bis 31. Oktober 2024 werden auch die Vereine der Division 1A am Spielgeschehen des belgischen Pokals beteiligt. Ab dieser Runde wird der Pokal durch Pro League organisiert.
Das Halbfinale wird im Hin- und Rückspiel ausgetragen. Hier wird das Heimrecht im ersten Spiel stets durch Los bestimmt. Die anderen Spiele werden in nur einer Partie ausgespielt. Steht es nach 90 Minuten unentschieden (beim Halbfinale nach Addition beider Spielstände), folgen eine Verlängerung und gegebenenfalls ein Elfmeterschießen.

## 6. Runde
| Datum             |                                             | Ergebnis              |                                     |
| ----------------- | ------------------------------------------- | --------------------- | ----------------------------------- |
| 6. September 2024 | KSV Diksmuide A                             | 2:3                   | KAS Eupen 1B                        |
| 7. September 2024 | K.V.K. Ninove A                             | 1:3                   | K.S.C. Lokeren-Temse 1B             |
| 7. September 2024 | KFC Dessel Sport A                          | 2:3 n. V.             | SK Beveren 1B                       |
| 7. September 2024 | RWD Molenbeek 1B                            | 5:0                   | Royal Aywaille FC A                 |
| 7. September 2024 | Patro Eisden Maasmechelen 1B                | 2:1                   | Royale Jeunesse Entente Binchoise A |
| 7. September 2024 | AFC Tubize A                                | 2:1                   | Francs Borains 1B                   |
| 7. September 2024 | R.A.E.C. Mons A                             | 1:1 n. V. (5:6 i. E.) | RAAL La Louvière 1B                 |
| 8. September 2024 | K.F.C. Sparta Petegem A                     | 1:3                   | SV Zulte Waregem 1B                 |
| 8. September 2024 | K. Lyra-Lierse Berlaar A                    | 3:0                   | R.F.C. Meux A                       |
| 8. September 2024 | K.V.V. Thes Sport Tessenderlo A             | 2:2 n. V. (1:4 i. E.) | RFC Seraing 1B                      |
| 8. September 2024 | Royale Jeunesse Rochefortoise Jemelle Ass A | 1:1 n. V. (5:4 i. E.) | KFC VW Hamme A                      |
| 8. September 2024 | RFC Lüttich 1B                              | 3:1                   | Etoile Elsautoise A                 |
| 8. September 2024 | Royal Knokke F.C. A                         | 3:5                   | ROC Charleroi-Marchienne A          |
| 8. September 2024 | Lierse Kempenzonen 1B                       | 3:2                   | KFC Houtvenne A                     |
| 8. September 2024 | Lommel SK 1B                                | 0:1                   | SV Belisia Bilzen A                 |
| 8. September 2024 | KMSK Deinze 1B                              | 3:0                   | KSC Dikkelvenne A                   |

## Sechzehntelfinale
Das Sechzehntelfinale wurde am 9. September 2024 ausgelost. Dabei wurde jedem Verein aus der Division 1A zwingend ein niederklassiger Gegner zugelost. Die Spiele finden zwischen dem 29. und 31. Oktober 2024 statt. Die genauen Spieltermine wurden am 13. September 2024 festgelegt.
| Datum                    |                              | Ergebnis  |                                             |
| ------------------------ | ---------------------------- | --------- | ------------------------------------------- |
| 29. Oktober 2024 20.00 h | Patro Eisden Maasmechelen 1B | 4:1       | Sporting Charleroi                          |
| 29. Oktober 2024 20.00 h | SV Zulte Waregem 1B          | 2:1       | F.C.V. Dender E.H.                          |
| 29. Oktober 2024 20.00 h | KVC Westerlo                 | 2:1       | RWD Molenbeek 1B                            |
| 30. Oktober 2024 20.00 h | KAS Eupen 1B                 | 0:3       | Royale Union Saint-Gilloise                 |
| 30. Oktober 2024 20.00 h | KV Kortrijk                  | 1:0       | K.S.C. Lokeren-Temse 1B                     |
| 30. Oktober 2024 20.00 h | Oud-Heverlee Löwen           | 2:0       | RFC Seraing 1B                              |
| 30. Oktober 2024 20.00 h | KAA Gent                     | 7:0       | Royale Jeunesse Rochefortoise Jemelle Ass A |
| 30. Oktober 2024 20.00 h | KV Mechelen                  | 3:1 n. V. | RAAL La Louvière 1B                         |
| 30. Oktober 2024 20.15 h | K Beerschot VA               | 3:1       | RFC Lüttich 1B                              |
| 30. Oktober 2024 20.15 h | SK Beveren 1B                | 0:2       | KRC Genk                                    |
| 30. Oktober 2024 20.30 h | FC Brügge                    | 6:1       | SV Belisia Bilzen A                         |
| 30. Oktober 2024 20.30 h | Standard Lüttich             | 3:2 n. V. | K. Lyra-Lierse Berlaar A                    |
| 30. Oktober 2024 20.45 h | Lierse Kempenzonen 1B        | 0:2       | VV St. Truiden                              |
| 31. Oktober 2024 20.00 h | Cercle Brügge *              | 3:0       | ROC Charleroi-Marchienne A                  |
| 31. Oktober 2024 20.30 h | AFC Tubize A                 | 0:4       | RSC Anderlecht                              |
| 31. Oktober 2024 21.00 h | Royal Antwerpen              | 6:1       | KMSK Deinze 1B                              |

## Achtelfinale
Das Achtelfinale wurde am 31. Oktober 2024 ausgelost. Die Spiele werden vom 4. bis 6. Dezember 2024 ausgetragen. Die genauen Spieltermine wurden am 7. November 2023 festgelegt.
| Datum                     |                              | Ergebnis              |                     |
| ------------------------- | ---------------------------- | --------------------- | ------------------- |
| 3. Dezember 2024, 20.45 h | Patro Eisden Maasmechelen 1B | 1:3                   | FC Brügge           |
| 4. Dezember 2024, 20.00 h | Oud-Heverlee Löwen           | 5:0                   | SV Zulte Waregem 1B |
| 4. Dezember 2024, 20.00 h | Royale Union Saint-Gilloise  | 3:2                   | KAA Gent            |
| 4. Dezember 2024, 20.30 h | K Beerschot VA               | 2:2 n. V. (4:3 i. E.) | KV Mechelen         |
| 4. Dezember 2024, 20.30 h | Cercle Brügge                | 0:1                   | VV St. Truiden      |
| 4. Dezember 2024, 20.30 h | KRC Genk                     | 2:1 n. V.             | Standard Lüttich    |
| 4. Dezember 2024, 20.30 h | KV Kortrijk                  | 0:0 n. V. (3:4 i. E.) | Royal Antwerpen     |
| 5. Dezember 2024, 20.30 h | RSC Anderlecht               | 4:1                   | KVC Westerlo        |

## Viertelfinale
Das Viertelfinale wurde am 5. Dezember 2024 gemeinsam mit dem Halbfinale ausgelost. Die genauen Spieltermine wurden am 10. Dezember 2024 festgesetzt.
| Datum          |                 | Ergebnis |                             |
| -------------- | --------------- | -------- | --------------------------- |
| 7. Januar 2025 | FC Brügge       | 3:0      | Oud-Heverlee Löwen          |
| 7. Januar 2025 | VV St. Truiden  | 0:4      | KRC Genk                    |
| 8. Januar 2025 | Royal Antwerpen | 5:1      | Royale Union Saint-Gilloise |
| 9. Januar 2025 | K Beerschot VA  | 0:1      | RSC Anderlecht              |

## Halbfinale
Im Terminplan war für die Hinspiele der Halbfinales der Zeitraum vom 14. bis 16. Januar 2025 und für die Rückspiele der Zeitraum vom 4. bis 6. Februar 2025 vorgesehen. Die Spiele wurden dann, nachdem die genauen Paarungen feststanden, auf zwei der drei möglichen Spieltage, festgesetzt.
| Datum                               |                | Gesamt |                 | Hinspiel | Rückspiel |
| ----------------------------------- | -------------- | ------ | --------------- | -------- | --------- |
| 15. Januar 2025 / 05. Februar 2025  | FC Brügge      | 3:2    | KRC Genk        | 2:1      | 1:1       |
| 16. Februar 2025 / 06. Februar 2025 | RSC Anderlecht | 3:2    | Royal Antwerpen | 1:0      | 2:2       |

## Finale
Am 7. Februar 2025 wurde ausgelost, dass der FC Brügge als Heimmannschaft im Finale gilt. Das ursprüngliche für den 1. Mai 2025 terminierte Finale wurde; nachdem die Finalpaarung feststand, auf den 4. Mai 2025 verlegt. Aufgrund der beteiligten Vereine gilt das Spiel als Hochrisikospiel, für das am 1. Mai aufgrund des Feiertages nicht genug Polizeikräfte zur Verfügung gestanden hätten.
| FC Brügge                                                           | FC Brügge | RSC Anderlecht | RSC Anderlecht |
| ------------------------------------------------------------------- | --- | --- | -------------- |
| FC Brügge                                                           | \| 4. Mai 2025 um 18:00 Uhr (MESZ) in Brüssel (König-Baudouin-Stadion) \| \| Ergebnis: 2:1 (1:0) \| \| Zuschauer: 40.861 \| \| Schiedsrichter: Jasper Vergoote \| \| Spielbericht \| | \| 4. Mai 2025 um 18:00 Uhr (MESZ) in Brüssel (König-Baudouin-Stadion) \| \| Ergebnis: 2:1 (1:0) \| \| Zuschauer: 40.861 \| \| Schiedsrichter: Jasper Vergoote \| \| Spielbericht \| | RSC Anderlecht |
| FC Brügge                                                           | Nordin Jackers – Hugo Siquet (80. Bjorn Meijer), Brandon Mechele, Joel Ordóñez, Maxim De Cuyper – Ardon Jashari, Raphael Onyedika (74. Hugo Vetlesen) – Christos Tzolis, Hans Vanaken (74. Chemsdine Talbi), Ferran Jutglà (86. Casper Nielsen) – Romeo Vermant (74. Gustaf Nilsson) Cheftrainer: Nicky Hayen | Colin Coosemans – Ali Maamar (68. Mario Stroeykens), Lucas Hey, Jan-Carlo Simić, Moussa N’Diaye (67. Jan Vertonghen) – Yari Verschaeren (83. Luis Vázquez), Leander Dendoncker – César Huerta (67. Nilson Angulo), Thorgan Hazard, Samuel Edozie – Kasper Dolberg Cheftrainer: Besnik Hasi ( Albanien) | RSC Anderlecht |
| FC Brügge                                                           | 1:0 Romeo Vermant (40.) 2:0 Romeo Vermant (71.) | 2:1 Luis Vázquez (90.+1') | RSC Anderlecht |
| FC Brügge                                                           | Raphael Onyedika (22.), Romeo Vermant (67.), Ferran Jutglà (82.) | | RSC Anderlecht |
| 4. Mai 2025 um 18:00 Uhr (MESZ) in Brüssel (König-Baudouin-Stadion) | | |                |
| Ergebnis: 2:1 (1:0)                                                 | | |                |
| Zuschauer: 40.861                                                   | | |                |
| Schiedsrichter: Jasper Vergoote                                     | | |                |
| Spielbericht                                                        | | |                |